# Варен дьо ла Верандри
Варен дьо ла Верандри (на френски: Varennes de la Verendrye) са фамилия френски трапери, търговци на кожи, допринесли за откриването и изследването на огромни територии от днешните северни райони на САЩ и южните части на Канада.

## Биография
През 30-те и 40-те гадини на XVIII век бащата Пиер Готие (Pierre Gaultier; 17 ноември 1685 – 5 декември 1749) и синовете му Жан Батист Готие (Jean Baptiste Gaultier; 3 септември 1713 – 6 юни 1736), Пиер (Pierre; 1 декември 1714 – 13 септември 1755), Франсоа Готие (François Gaultier; 1715 – 31 юли 1794) и Луи Жозеф (Louis Joseph, 9 ноември 1717 – 15 ноември 1761) се заселват западно от Големите езера и развиват трескава търговска и откривателска дейност.
През лятото на 1732 г., най-големия син Жан Батист Готие Варен дьо ла Верандри открива езерото Уинипег (24390 км2).
През 1738 бащата Пиер Готие Варен дьо ла Верандри, заедно със синовете си Луи Жозеф и Пиер, се изкачват по река Асинибойн (ляв приток на Северна Ред Ривър, вливаща се от юг в езерото Уинипег) и по десния ѝ приток река Сурис, преминават нисък вододел и откриват участък от средното течение на река Мисури.
През 1739 Луи Жозеф Варен дьо ла Верандри, заедно с брат си Пиер, изследват езерото Уинипег и откриват изтичащата от северния му ъгъл река Нелсън (640 км). Същата година откриват езерата Манитоба (4700 км2) и Уинипегосис (5400 км2), разположени западно от Уинипег. Вторично откриват езерото Сидар, разположено на север от Уинипегосис и протичащата през него и вливащата се в северозападната част на езерото Уинипег река Саскачеван (1928 км). През 1749 се изкачват по Саскачеван до сливането на двете образуващи я реки – Северен и Южен Саскачеван (53°14′ с. ш. 105°05′ з. д. / 53.233333° с. ш. 105.083333° з. д.).
През 1742 – 1743 Франсоа Готие Варен дьо ла Верандри, заедно с брат си Луи Жозеф, посещават платото Мисури (до 2200 м), разположено между реките Малка Мисури и Шайен, достигат до планината Блек Хилс (2207 м), издигаща се в горното течение на река Шайен, а на запад откриват планината Биг Хорн (4012 м).